# Plusiini
Plusiini es una de las más grandes tribus de polillas perteneciente a la  subfamilia Plusiinae

## Géneros
| Subtribu Autoplusiina Kitching, 1987 - Erythroplusia - Macdunnoughia - Sclerogenia - Antoculeora - Loboplusia - Autoplusia - Notioplusia - Rachiplusia - Diachrysia - Allagrapha Subtribu Euchalciina Chou & Lu, 1979 - Euchalcia - Desertoplusia - Pseudochalcia - Polychrysia - Chrysanympha - Eosphoropteryx - Panchrysia - Pseudeva - Lamprotes - Plusidia | Subtribu Exyrina (disputado) - Exyra Subtribu Plusiina Boisduval 1829 - Autographa - Megalographa - Lophoplusia - Cornutiplusia - Syngrapha - Anagrapha - Plusia |